# Вороги (фільм, 2017)
«Вороги» (англ. Hostiles) — американський вестерн 2017 року, написаний і знятий Скоттом Купером за мотивами оповідання Дональда Е. Стюарта. У ролях: Крістіан Бейл, Розамунд Пайк, Вес Студі, Бен Фостер, Стівен Ленг, Джессі Племонс, Рорі Кокрейн, Адам Біч, К'оріанка Кілчер, Джонатан Мейджорс і Тімоті Шаламе.

## Сюжет
У фільмі розповідається про офіцера кавалерії армії США, який повинен супроводжувати шайеннського військового командира та його родину назад до їхнього дому в Монтану в 1892 році.

## У ролях
| Актор               | Роль                      |
| ------------------- | ------------------------- |
| Крістіан Бейл       | капітан Джозеф Дж. Блокер |
| Розамунд Пайк       | Розалі Квейд              |
| Вес Студі           | Жовтий Яструб             |
| Джессі Племенс      | лейтенант Руді Кіддер     |
| Адам Біч            | Чорний Яструб             |
| Рорі Кокрейн        | 1-й сержант Томас Метц    |
| Скотт Вілсон        | Сайрус Лаунд              |
| Пол Андерсон        | капрал Томмі Томас        |
| Тімоті Шаламе       | рядовий Філіп Дежарден    |
| Бен Фостер          | сержант Філіп Віллс       |
| Джонатан Мейджорс   | капрал Генрі Вудсон       |
| Джон Бенджамін Хікі | капітан Ройс Толан        |
| К'оріанка Кілчер    | Жінка-Олень               |
| Стівен Ленг         | полковник Абрахам Біггс   |
| Білл Кемп           | Джеремія Вілкс            |

## Виробництво
Проєкт був анонсований у лютому 2016 року зі Скоттом Купером у ролі режисера та Крістіаном Бейлом у головній ролі. У березні Розамунд Пайк приєдналася до акторського складу, і було оголошено дату початку виробництва в липні. У квітні Джессі Племенс приєднався до акторського складу. Вес Студі та Адам Біч були підписані в червні. У середині липня до акторського складу приєднався Тімоті Шаламе.
Зйомки почалися наприкінці липня в Санта-Фе, Нью-Мексико. Бен Фостер приєднався до акторського складу на початку зйомок. Макс Ріхтер написав музику до фільму, яку випустив Deutsche Grammophon. 

## Випуск
Світова прем'єра фільму відбулася на кінофестивалі Теллурайд 2 вересня 2017 року. Він також був показаний на Міжнародному кінофестивалі в Торонто 10 вересня 2017 року. Незабаром Entertainment Studios придбала права на розповсюдження фільму в США. Він був випущений обмеженим випуском у Сполучених Штатах 22 грудня 2017 року.

## Відгуки

### Касові збори
Вороги зібрали 29,8 мільйона доларів у Сполучених Штатах та Канаді та 5,8 мільйона доларів на інших територіях, на загальну суму 35,5 мільйона доларів у всьому світі.
У Сполучених Штатах і Канаді, після кількох тижнів обмеженого прокату, де він зібрав 1,8 мільйона доларів, "Вороги" отримали широке розповсюдження разом із випуском "Той, що біжить лабіринтом: Ліки від смерті, і очікувалося, що за вихідні він збере близько 10 мільйонів доларів у 2813 кінотеатрах. Врешті-решт він відкрився до 10,1 мільйона доларів, посівши третє місце після Ліки від смерті (24,2 мільйона доларів) та утримуваного Джуманджі: Ласкаво просимо в джунглі (16,1 мільйона доларів). У свої другі вихідні фільм впав на 49,5% до 5,1 мільйона доларів, посівши п'яте місце в прокаті.

## Реакція критиків
На сайті агрегатора рецензій Rotten Tomatoes фільм має рейтинг схвалення 71% на основі 225 рецензій із середньозваженою оцінкою 6,8/10. Критичний консенсус на сайті звучить так: "Ворог" виграє від приголомшливого візуального ряду та солідної центральної ролі Крістіана Бейла, які допомагають підняти нерівну історію". На сайті Metacritic фільм отримав середньозважену оцінку 65 балів зі 100 можливих на основі відгуків 41 критика, що свідчить про "загалом схвальні відгуки". Глядачі, опитані CinemaScore, поставили фільму середню оцінку "B" за шкалою від A+ до F, а за даними PostTrak, глядачі поставили йому загалом 72% позитивних оцінок.
Після світової прем'єри фільму на кінофестивалі в Теллурайді Саша Стоун з TheWrap написав про реакцію глядачів на фільм: "Захоплені чудовим сюжетом "Ворогів", кілька глядачів у Теллурайді вибухнули спонтанними аплодисментами, коли фільм підійшов до свого завершення". Тодд Маккарті з "Голлівуд Репортер" високо оцінив фільм і гру Крістіана Бейла, зробивши висновок, що фільм є "вартісною роботою, заснованою на тонкій чутливості і майстерній грі виконавця головної ролі".
Більшість критичних зауважень щодо фільму були спрямовані на його сценариста і режисера Скотта Купера. Вільям Біббіані з IGN зазначив, що Купер змарнував талант акторів і оператора у "безглуздому сюжеті з досить очевидним посланням про те, як важко бути зневажливим до людей після того, як ти дізнаєшся їх ближче". Він продовжив: "Скотт Купер зняв "Ворогів" з прицілом на "велич", але фактичний матеріал просто недостатньо глибокий, щоб виправдати урочисту презентацію. Він не розважальний, він не просвітницький, він навіть не складний. Здебільшого це просто облом".